# Ohlenbostel
Ohlenbostel ist ein Weiler in der Gemeinde Wedemark, der zum Ortsteil Brelingen in der niedersächsischen Region Hannover gehört.

## Geografie
Der Weiler liegt im Zentrum der Wedemark auf halber Strecke zwischen den Dörfern Resse und Brelingen. Etwa anderthalb Kilometer östlich liegt der ebenfalls zu Brelingen gehörende Weiler Schadehop.

## Geschichte
Bereits 990 wurde gemeinsam mit Brelingen auch der Ort Olenburstalda erwähnt. Dieser Name könnte auf Altenbauernstelle zurückzuführen sein, was verdeutlicht, dass es sich ursprünglich um einen Hof des Adelsgeschlechts von Alten handelte.

## Politik

### Ortsrat
Der Ortsrat von Brelingen (mit Ohlenbostel und Schadehop) setzt sich aus sieben Ratsmitgliedern (zwei Ratsfrauen und fünf Ratsherren) folgender Parteien zusammen:
- Wähler Gemeinschaft Wedemark: 3 Sitze
- CDU: 2 Sitze
- SPD: 2 Sitze

(Stand: Kommunalwahl 11. September 2016)

### Ortsbürgermeister
Der Ortsbürgermeister ist Patrick Cordes (WGW). Sein Stellvertreter ist Hans-Georg Euskirchen (CDU).